# جيمس باتريك شانون
جيمس باتريك شانون (بالإنجليزية: James P. Shannon)‏ هو قسيس أمريكي، ولد في 16 فبراير 1921 في ساوث سانت بول في الولايات المتحدة، وتوفي في 28 أغسطس 2003 في ويزاتا في الولايات المتحدة.